# Penza
Pénza (in russo Пе́нза?) è una città della Russia europea, situata sul fiume Sura, 709 km a sudest di Mosca; è capoluogo dell'omonima oblast' e, fino al 14 giugno 2006, dell'omonimo distretto (rajon).

## Storia
La città ha un'origine relativamente recente, risalendo al 1663; il primo nucleo è stato, similmente a tantissime altre città russe, un fortino in una zona di confine tra i vari principati che si sono succeduti nella zona.

## Società

### Evoluzione demografica
Fonte: mojgorod.ru
- 1811: 14 800
- 1840: 19 500
- 1863: 27 300
- 1897: 60 000
- 1926: 90 800
- 1939: 159 800
- 1959: 255 500
- 1970: 374 000
- 1979: 482 900
- 1989: 542 600
- 2008: 507 800
- 2016: 524 632

## Infrastrutture e trasporti

### Aeroportuali
La città è servita dall'Aeroporto di Penza-Ternovka. Terminal aeroportuale si trova a sud dal centro cittadino. Penza è collegata ogni giorno con i voli di linea con gli aeroporti moscoviti Domodedovo e Vnukovo. I voli sono operati dalle compagnie aeree russe Ak Bars Aero, RusLine, Volga-Aviaexpress.

### Ferroviarie
Penza è un importante nodo ferroviario

## Amministrazione

### Gemellaggi
- Mahilëŭ